# باس (میزوری)
باس (به انگلیسی: Boss) یک منطقهٔ مسکونی در ایالات متحده آمریکا است که در شهرستان دنت، میزوری واقع شده‌است. باس ۳۴۱٫۹۹ متر بالاتر از سطح دریا واقع شده‌است.